# Naoko Watanabe (actrice)
Pour l’article homonyme, voir Naoko Watanabe.
Naoko Watanabe (渡辺 奈緒子, Watanabe Naoko) née le 30 juillet 1984  dans la préfecture de Kanagawa est une actrice japonaise,. Elle a commencé sa carrière depuis 2004.

## Filmographie
Sources,:
- Tokyo University Story (東京大学物語, Tōkyō Daigaku Monogatari?), février 2006
- Noriko's Dinner Table (紀子の食卓, Noriko No Shokutaku?), septembre 2006
- Soie, septembre 2007
- Riaru Onigokko (リアル鬼ごっこ?), février 2008
- Shaolin Girl (少林少女, Shōrin Shōjo?), avril 2008
- Ueshima Jēn (上島ジェーン?), mai 2009
- Outrage (アウトレイジ, Autoreiji?), juin 2010
- Riaru Onigokko 2 (リアル鬼ごっこ２?), juin 2010
- nude, septembre 2010
- Strangers in the City (行きずりの街, Yukizuri no Machi?), novembre 2010
- An Assassin (An Assassin　アサシン?), octobre 2011